# Bagaces (tổng)
Bagaces là một tổng trong tỉnh Guanacaste, Costa Rica. Tổng này có diện tích 1273,49 km², dân số năm 2008 là 18368 người..